# 萜品烯
萜品烯（英语：terpinenes）也称松油烯，是一组互为同分异构体的单萜类物质的统称。常温常压下，它们都是带有松香味道的无色液体，其化学式均为C10H16，碳骨架结构也相同，但碳碳双键所在位置不同。根据双键位置分为四种，其中的α-萜品烯可以从小豆蔻油和牛至油中提取。β-萜品烯尚未发现天然来源，但可以从桧烯合成。γ-萜品烯可以从多种植物中提取。

## 产品和应用
四种萜品烯中已经工业生产的是α-萜品烯。1887年E.V.韦伯在小豆蔻油中发现α-松油烯，其存在于小豆蔻油、牛至油和芫荽油中。α–萜品烯为无光学活性的、具有柑橘香气的无色流动性液体；与亚硝酸钠在乙酸中可生成亚硝酯肟酸（熔点155℃），此反应可用于本品的检出。α–萜品烯一般由合成方法得到：可从α–蒎烯、消旋柠檬烯、α–菲兰烯用硫酸催化异构化或重排反应制备，或从α–松油醇用草酸脱水，或从α–蒎烯在催化剂二氧化锰存在下加热得到。
α–萜品烯主要用于制造香精和香料，可用于为工业用流体提供气味，氢化反应可以获得饱和的衍生物 对薄荷烷。δ-萜品烯(也被称为萜品油烯) 主要存在于大果柏木的精油中，具有芳香松木气味，淡黄色至透明液体状，广泛用于调香及合成香料。

## 生物合成

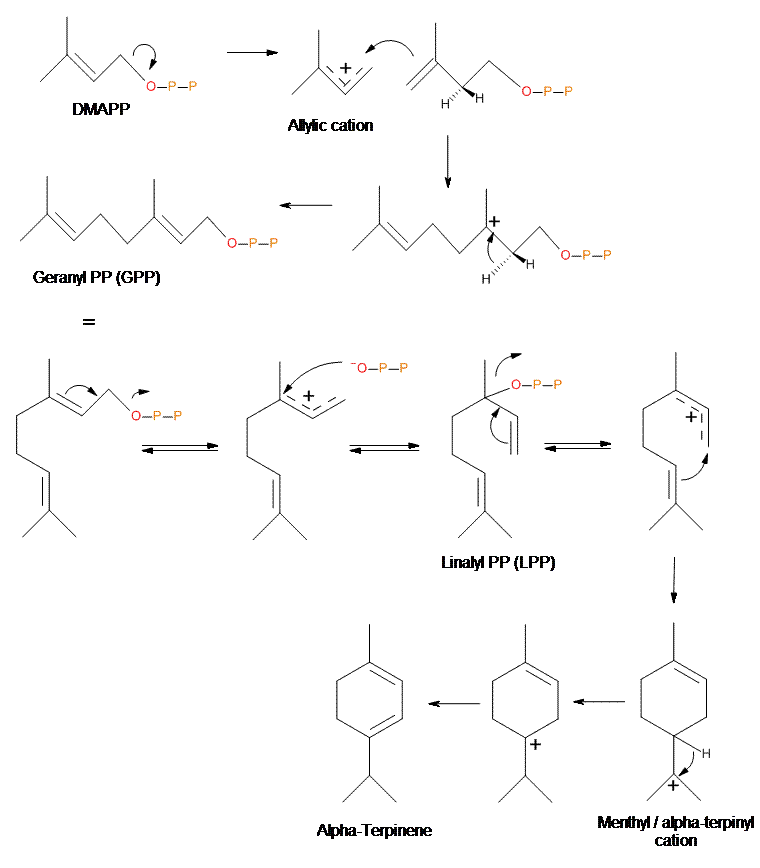
α-萜品烯的生物合成 "P"代表偏磷酸根 -PO_{3}^{2−}

α-萜品烯的生物合成是通过甲羟戊酸途径完成的，因为他的初始反应物二甲丙烯焦磷酸酯(DMAPP)是甲羟戊酸的衍生物。
DMAPP失去焦磷酸酯基团生成通过共振结构稳定的烯丙基正离子，之后与异戊烯焦磷酸（IPP）发生反应且失去质子，得到焦磷酸牻牛儿酯（GPP）。GPP失去焦磷酸盐以形成具有稳定共振结构的香叶基阳离子。将焦磷酸基团重新引入阳离子，可以产生GPP的异构体，称为芳基焦磷酸酯（LPP）。
LPP通过失去其焦磷酸基团而形成共振稳定的阳离子。然后LPP阳离子完成了环化反应，生成了三萜基阳离子。最后，通过瓦格纳-梅尔外因重排的1,2-氢化物移位产生了萜品烯-4-基阳离子。这种阳离子脱去氢离子，产生了α-萜品烯。

## 可以生产萜品烯的植物
- 孜然[5][6][7]
- 大麻属植物 [8]
- 芫荽[9]